# Mariner 9
Mariner 9 – (pol. Żeglarz 9.) przedostatnia bezzałogowa sonda kosmiczna NASA z programu Mariner. Jej celem było osiągnięcie orbity Marsa i stanie się tym samym pierwszym sztucznym satelitą innej planety oraz wykonanie zdjęć i szeregu badań naukowych. Misja zakończyła się pełnym sukcesem.

## Przebieg misji
Mariner 9, wystrzelony przez rakietę Atlas Centaur 30 maja 1971, dotarł na miejsce 14 listopada tego samego roku, 13 dni przed radziecką sondą Mars 2 (która wystartowała 11 dni wcześniej od niego). Pierwsze zdjęcia Marsa wykonał pod koniec października 1971, lecz ze względu na olbrzymią burzę piaskową na powierzchni planety nie były one zbyt dokładne. Burza zakończyła się w styczniu 1972 i odtąd zdjęcia przekazywane przez sondę były bardzo dobrej jakości. Mariner w sumie przesłał na Ziemię 7329 zdjęć Marsa – więcej niż przewidywano łącznie w programie badawczym Marinera 8 i 9 (pokrywających 85% jego powierzchni) i jego dwóch księżyców, Deimosa i Phobosa. Zdjęcia zostały wykorzystane do wyboru miejsc lądowania próbników Viking w połowie lat 70. Na cześć sondy nazwano Valles Marineris – rozległy system kanionów na Marsie.
Po wyczerpaniu gazu służącego do sterowania położeniem satelity, Mariner 9 został wyłączony 27 października 1972. Według szacunków NASA sonda pozostanie na orbicie Marsa przez 50 lat zanim wejdzie w jego atmosferę.

## Budowa i wyposażenie
Całkowita masa sondy wynosiła 997,9 kg (w tym 439,1 kg paliwa). Miała kształt ośmioboczny z czterema panelami baterii słonecznych o wymiarach 215 x 90 cm każdy. Całkowita rozpiętość (odległość pomiędzy końcami przeciwległych paneli) wynosiła 6,89 m. Baterie dostarczały 800 W mocy w pobliżu Ziemi i 500 W na orbicie Marsa. Układ ogniw słonecznych nie dostarczał energii bezpośrednio do przyrządów, lecz zasilał baterię akumulatorów niklowo-kadmowych, która po naładowaniu miała napięcie 26-38 V.
Mariner 9 wyposażony był w dwie kamery telewizyjne, radiometr podczerwieni (IRR), Spektroskopy ultrafioletu (UVS) i podczerwieni (IRIS) oraz aparaturę radiową z dwiema antenami – paraboliczną o średnicy 1 m i dookólną zamocowaną na maszcie o długości 1,44 m.